# Jane Seitz
Pour les articles homonymes, voir Seitz.
Jane Seitz, née Juliane Sperr le 17 août 1942 et morte le 4 janvier 1988, est une monteuse allemande.

## Biographie
Jane Seitz est responsable du montage de productions de Bernd Eichinger, son époux. Elle est également monteuse pour Hark Bohm, Paul Verhoeven, Roland Klick et d'autres réalisateurs. Elle est nommée pour le David di Donatello du meilleur montage en 1987 pour son travail pour Le Nom de la rose.
Seitz se suicide à l'âge de 45 ans. Elle laisse une fille, Lisa Seitz, née en 1978 d'une autre union.
En 1989, Wolfgang Rihm met en musique un texte de Wolf Wondratschek, alors partenaire de Seitz, Mein Tod. Requiem in memoriam Jane S. pour soprano et orchestre. Son recueil de poèmes Carmen oder Bin ich das Arschloch der achtziger Jahre lui est dédié. Dans le film Rossini, l'histoire parallèle du personnage de Valérie, qui est tissée dans l'intrigue principale, est basée sur la personne réelle de la monteuse Jane Seitz.

## Filmographie
- 1964 : Nachmittags (court métrage)
- 1965 : Die schwedische Jungfrau (de)
- 1965 : An der Donau, wenn der Wein blüht
- 1965 : Die fromme Helene
- 1965 : Die Flucht (court métrage)
- 1966 : Onkel Filser - Allerneueste Lausbubengeschichten (de)
- 1967 : Fast ein Held (de)
- 1967 : Wenn Ludwig ins Manöver zieht (de)
- 1968 : Bübchen (de) (Der Kleine Vampir)
- 1968 : Scènes de chasse en Bavière (en collaboration avec Barbara Mondry)
- 1969 : Der Kerl liebt mich - und das soll ich glauben? (de)
- 1970 : Der Bettenstudent oder: Was mach’ ich mit den Mädchen? (de)
- 1970 : Ces messieurs aux gilets blancs
- 1970 : Die Feuerzangenbowle (de)
- 1970 : Deadlock
- 1971 : Der Paukenspieler (de) (en collaboration avec Claus von Boro (de) et Klaus Dudenhöfer (de))
- 1971 : Supergirl - Das Mädchen von den Sternen (de) (TV)
- 1974 : Supermarché (de) (aussi collaboration au scénario)
- 1974 : La Déchéance de Franz Blum (de)
- 1975 : Katie Tippel
- 1976 : Le Coup de grâce
- 1977 : Die Eroberung der Zitadelle
- 1978 : Moritz, cher Moritz
- 1978 : Mystères
- 1979 : Le Choix du destin
- 1979 : Die letzten Jahre der Kindheit
- 1980 : Gibbi Westgermany (de)
- 1980 : Der Kandidat
- 1981 : Moi, Christiane F., 13 ans, droguée, prostituée…
- 1982 : Comeback (de)
- 1984 : L'Histoire sans fin
- 1985 : L'Attaque du présent sur le temps qui reste
- 1985 : Kalt in Kolumbien (réalisatrice assistante)
- 1986 : Auf immer und ewig (de)
- 1986 : Le Nom de la rose
- 1986 : Vermischte Nachrichten (en collaboration avec Beate Mainka-Jellinghaus)
- 1988 : Felix